# Antheraea nebulosa
Antheraea nebulosa är en fjärilsart som beskrevs av Frederick Wollaston Hutton 1869. Antheraea nebulosa ingår i släktet Antheraea och familjen påfågelsspinnare. Inga underarter finns listade i Catalogue of Life.